# Gastrodia nipponica
Gastrodia nipponica là một loài thực vật có hoa trong họ Lan. Loài này được (Honda) Tuyama mô tả khoa học đầu tiên năm 1939.